# Nathaniel Brown
Nathaniel Brown (Amberg, 16 giugno 2003) è un calciatore tedesco, difensore dell'Eintracht Francoforte.

## Carriera
Prodotto del Norimberga, debutta il 10 marzo 2023 nella partita di 2. Bundesliga vinto 2-0 contro l'Eintracht Braunschweig.